# Morrison (Misuri)
Morrison es una ciudad ubicada en el condado de Gasconade, en el estado estadounidense de Misuri. En el Censo de 2010, tenía una población de 139 habitantes, y una densidad poblacional de 118,21 hab./km² (habitantes por kilómetro cuadrado).

## Geografía
Morrison se encuentra ubicada en las coordenadas 38°40′12″N 91°37′57″O / 38.67000, -91.63250. Según la Oficina del Censo de los Estados Unidos, Morrison tiene una superficie total de 1.18 km², de la cual 1.17 km² corresponden a tierra firme y (0.22 %) 0 km² es agua.

## Demografía
Según el censo de 2010, había 139 personas residiendo en Morrison. La densidad de población era de 118,21 hab./km² (habitantes por kilómetro cuadrado). De los 139 habitantes, Morrison estaba compuesto por el 100 % de blancos, el 0 % de negros, el 0 % de amerindios, el 0 % de asiáticos, el 0 % de isleños del Pacífico, el 0 % de otras razas y el 0 % de dos o más razas. Del total de la población, el 1.44 % eran hispanos o latinos de cualquier raza.